# Munții Centrali ai Pangeei

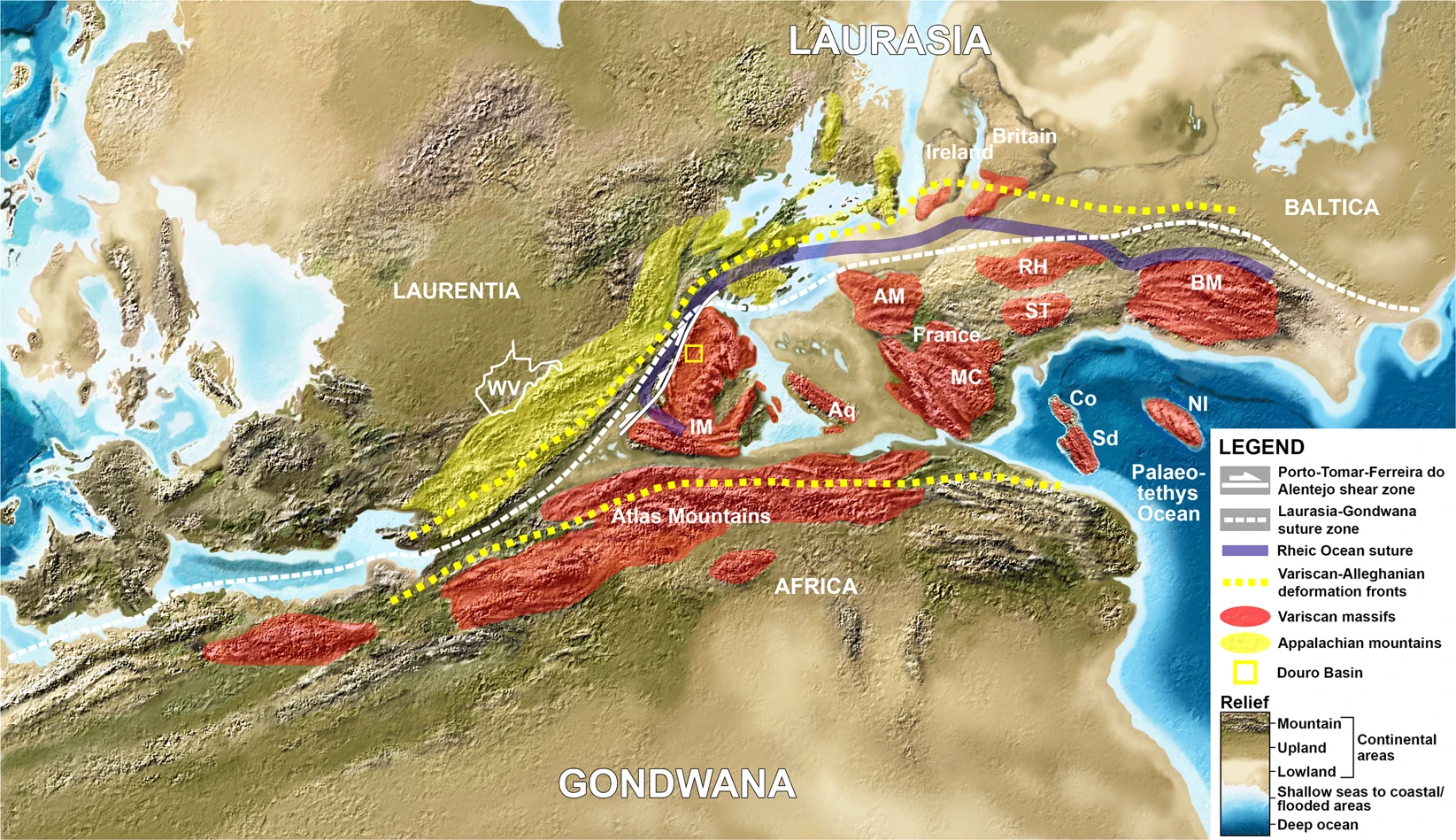
Catena montană în arealul Pangeei centrale în timpul Carboniferului târziu-Permianului timpuriu.

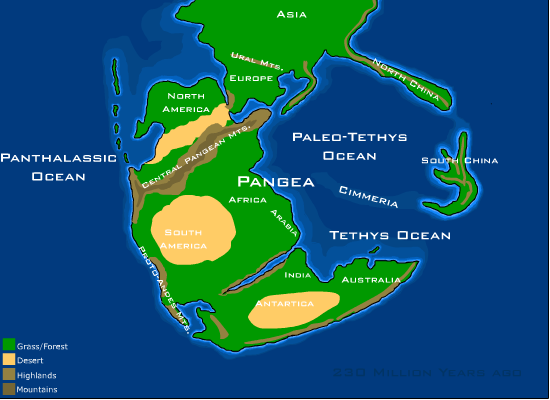
Pangeea

Munții Centrale ai Pangeei au fost un amplu lanț muntos cu orientare nord-est – sud-vest, situat în porțiunea centrală a supercontinentului Pangeea în timpul Triasicului.

## Caracteristici
Acești munți s-au format ca urmare a coliziunii dintre supercontinentele Laurussia și Gondwana în timpul formării Pangeei. Resturi actuale ale acestui lanț montan includ Munții Apalași din America de Nord, Munții Anti-Atlas din Maroc și alte resturi de catene montane ale Orgenezei hercinice